# 米雪爾·佩福
米雪爾·佩福（Michelle Paver，1960年9月7日—）或譯作米雪兒·佩弗，是英國的小說家和兒童作家，於1960年出生在中非東南部馬拉威，幼年搬到了英格蘭。她的經歷豐富，先在牛津大學取得了生物化學的學士，後來成為一家律師事務所的合伙人，最後卻放棄了原本的工作，從事專職的寫作。《遠古幽暗的紀年系列》的成書源自她畢生對動物、人類學和遠古時代的熱愛。同時，也出自她從旅行中得到的靈感，包括到北歐挪威、拉布蘭、冰島、卡帕希恩山脈的旅行，尤其是有一次她在南加州的一個偏遠山谷裡遇到一隻巨熊，因此留下深刻的印象。《狼兄弟》是她的《遠古幽暗的紀年系列》中的第一本書，也以這六部小說聞名於世 。2009年，她榮獲衛報兒童小說獎圖書獎。